# Vorholz (Maierhöfen)
Vorholz (westallgäuerisch: Forholts) ist ein Gemeindeteil der Gemeinde Maierhöfen im bayerisch-schwäbischen Landkreis Lindau (Bodensee).

## Geographie
Der Weiler liegt circa 700 Meter nördlich des Hauptorts Maierhöfen und zählt zur Region Westallgäu.

## Ortsname
Der Ortsname bedeutet „(Siedlung am) vorderen Gehölz“.

## Geschichte
Vorholz wurde vermutlich erstmals im Jahr 1250 mit dem lateinischen Ausdruck „ante silvam“ für „vor dem Holz“ urkundlich erwähnt. 1772 fand die Vereinödung des Orts statt. Der Ort gehörte einst zum Gericht Grünenbach in der Herrschaft Bregenz.